# Simon Wellington Kumah
Simon Wellington Kumah (* 24. November 1918 in Mangoase, Eastern Region; † 4. Dezember 1992 in Accra) war ein ghanaischer Diplomat, Sprachdozent und Mitglied der Convention People’s Party.

## Leben
Von 1957 war Simon Wellington Kumah Angestellter des Trans Volta Togoland Rates.
Von der Unabhängigkeit 1957 bis 1960 war er District Commissioner von Ho (Ghana). Als Botschafter Ghanas in Jugoslawien amtierte er von 1960 bis 1963. Von 1964 bis zum Putsch gegen Kwame Nkrumah am 24. Februar 1966 war er Botschafter in den Niederlanden.
1967 migrierter er in die Bundesrepublik Deutschland, wo er bis 1983 Lehrbeauftragter für Ewe (Sprache) am Institut für Afrikanistik an der Universität zu Köln war.
Sein zweibändiges Schreibmaschinenmanuskript Basic Ewe for Foreign Students war für Generationen von Studenten die Grundlage zum Erlernen des Ewe und erfuhr posthum eine überarbeitete Neuauflage.